# Aethionema thesiifolium
Aethionema thesiifolium är en korsblommig växtart som beskrevs av Pierre Edmond Boissier och Theodor Heinrich von Heldreich. Aethionema thesiifolium ingår i släktet Aethionema och familjen korsblommiga växter. Inga underarter finns listade i Catalogue of Life.